# Żwirowiec łąkowy
Żwirowiec łąkowy, żwirowiec obrożny (Glareola pratincola) – gatunek średniej wielkości ptaka z rodziny żwirowcowatych (Glareolidae), występujący w Eurazji i Afryce. Sporadycznie zalatuje do Polski. Nie jest zagrożony wyginięciem.

## Systematyka
Dawniej za podgatunek żwirowca łąkowego uznawano żwirowca orientalnego (G. maldivarum), a niekiedy także żwirowca stepowego (G. nordmanni). Międzynarodowy Komitet Ornitologiczny (IOC) wyróżnia obecnie jedynie dwa podgatunki: G. p. pratincola i G. p. fuelleborni. Opisane podgatunki erlangeri i riparia uznaje za synonimy G. p. fuelleborni. Również podgatunek boweni opisany z Afryki Zachodniej włączono do G. p. fuelleborni. Podgatunek limbata opisany z wybrzeży Morza Czerwonego uznany za błędny.

## Występowanie
Żwirowiec łąkowy zamieszkuje w zależności od podgatunku:
- G. pratincola pratincola – Afryka Północna oraz pas ciągnący się od Półwyspu Iberyjskiego przez Europę Południową, Bałkany, Bliski Wschód po Pakistan. Zimuje w Afryce Subsaharyjskiej. Bardzo rzadko pojawia się w Polsce (do 2021 roku 17 stwierdzeń, głównie wiosną[7]).
- G. pratincola fuelleborni – Afryka Subsaharyjska od Senegalu po południową Somalię oraz na południe po wschodnią RPA.

## Morfologia
WyglądW szacie godowej wierzch ciała oliwkowobrązowy z ceglastym nalotem. Brzuch i kuper białe, na bokach i piersi znajduje się strefa przejściowa w szarobrązowym kolorze. Płowe podgardle ograniczone jest czarną linią. Ogon rozwidlony, ciemny. Krótki dziób koloru czarnego z czerwoną nasadą. Charakterystyczne, rdzawobrązowe pokrywy podskrzydłowe. Samca i samicę można rozróżnić po kolorze kantarka. U samca jest on czarny, a u samicy brązowy. Osobniki młodociane na wierzchu ciała mają ciemne i jasne cętki oraz brakuje im płowej plamy na podgardlu. Podgatunek afrykański jest nieco mniejszy i ciemniejszy.
Wymiary średniedługość ciała ok. 22–27 cm
rozpiętość skrzydeł ok. 50 cm
masa ciała ok. 60–95 g

## Ekologia i zachowanie

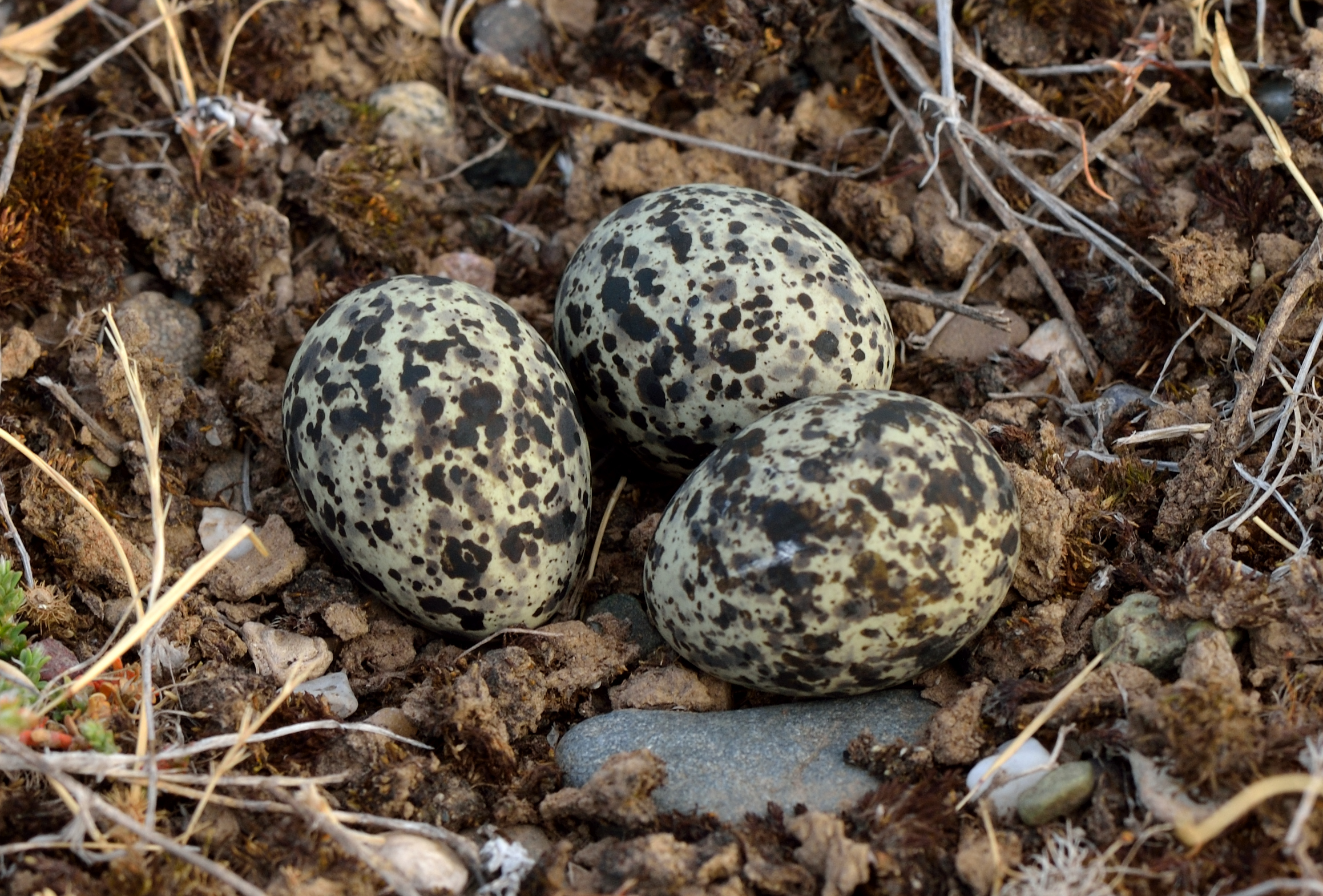
Jaja

BiotopSuche, rozległe obszary równinne takie jak step czy półpustynia, jednak zawsze w pobliżu wody.
GniazdoNa ziemi, tworzy kolonie, czasem mieszane z żwirowcem stepowym.
JajaW ciągu roku wyprowadza jeden lęg, składając w maju–sierpniu (Europa), kwietniu–lipcu (Bliski Wschód), marcu–maju (Afryka Zachodnia) lub sierpniu–grudniu (półkula południowa) 2–4 (zwykle 3) jaja.
WysiadywanieJaja wysiadywane są przez okres około 18 dni przez obydwoje rodziców.
PożywienieOwady, które chwyta w locie lub na ziemi. Ponadto zjada też pająki i mięczaki.

## Status i ochrona
Międzynarodowa Unia Ochrony Przyrody (IUCN) uznaje żwirowca łąkowego za gatunek najmniejszej troski (LC – Least Concern) nieprzerwanie od 1988 roku. Liczebność światowej populacji, według szacunków organizacji Wetlands International z 2015 roku, mieści się w przedziale 160–600 tysięcy osobników. Ogólny trend liczebności populacji uznawany jest za spadkowy.
W Polsce podlega ścisłej ochronie gatunkowej.